# Bohumír Bunža (kněz)
Bohumír Bunža (17. březen 1877, Bzenec – 17. října 1950, Praha-věznice Pankrác) byl římskokatolický kněz, dómský vikář v Olomouci, později děkan ve Vyškově. Byl blízkým spolupracovníkem křesťanskosociálního politika Jana Šrámka.
V roce 1950 zemřel ve vězeňské nemocnici na Pankráci na následky mučení při výsleších.

## Život
Vystudoval gymnázium v Uherském Hradišti. Teologii studoval v Olomouci, na kněze byl tamtéž vysvěcen 5. července 1901. Nejprve byl kaplanem ve Strání u Uherského Brodu, v roce 1902 se stal kaplanem ve Vyškově. O deset let později byl jmenován dómským vikářem v Olomouci. V červnu 1918 se vrátil zpět do Vyškova jako farář. V roce 1937 zde byl jmenován děkanem.
Velmi se angažoval v řadě aktivit – ve Vyškově založil Charitu, podporoval První českou měšťanskou a rodinnou školu, vyučoval náboženství, byl členem městského muzejního spolku, v letech 1935–1936 byl zástupcem starosty města.
Po druhé světové válce se věnoval opravě poškozeného děkanského kostela. Řadu let byl předsedou Jednoty katolického duchovenstva olomoucké arcidiecéze. Byl také čestným kanovníkem Kolegiátní kapituly u sv. Mořice v Kroměříži.
Stal se však nepohodlným pro komunistický režim. Jednak byl spolupracovníkem Jana Šrámka, jednak byl jeho synovcem poslanec Bohumír Bunža, který byl po únorovém převratu v roce 1948 vyloučen z ČSL a po emigraci v ČSR odsouzen k smrti.
Dne 11. října 1949 odjel P. Bunža na schůzi Jednoty katolického duchovenstva do Kroměříže, kde byl zatčen. Vyslýchán byl nejdříve v Olomouci, pak na Pankráci. Vyšetřován byl kvůli případu kněžské nemocenské pojišťovny Alois Čáp a spol. Po tvrdých nočních výsleších však 17. října 1950 zemřel v pankrácké vězeňské nemocnici. Nedožil se tak soudního procesu, v němž bylo 18. ledna 1951 odsouzeno deset kněží.
Podle pitevního protokolu byly příčinami úmrtí otok mozku, plic a zlomení krční páteře. Ke zlomenině krčního obratle s výronem došlo zřejmě hrubým zacházením při vyšetřování a pádem. P. Bunža zemřel ve věku 73 let, pohřben je ve společném hrobě v Praze–Ďáblicích.

## Ocenění
- Pamětní medaile starosty města Vyškova, in memoriam